# A-213 Vympel-A
A-213 Vympel-A (Russisch: АК-630) (NAVO-codenaam: Bass Tilt) is een nabijheidsverdedigingssysteem voor marineschepen tegen antischeepsraketten, vliegtuigen en eventueel andere doelen als zeemijnen, kleine vaartuigen en landdoelwitten. Het systeem werd in de jaren 1960 ontwikkeld in de Sovjet-Unie en was een van de eerste dergelijke systemen, lang voor de Amerikaanse Phalanx en de Nederlandse Goalkeeper. Doch zorgde de lange ontwikkeltijd ervoor dat die initiële voorsprong grotendeels verloren ging. Het werd vanaf eind jaren 1970 geïnstalleerd op Sovjet-oorlogsschepen, enkele jaren voor de Westerse tegenhangers. Vanaf dan werd het op zowat elk Sovjet-marineschip geplaatst; tot acht stuks op de grotere schepen.

## Externe link

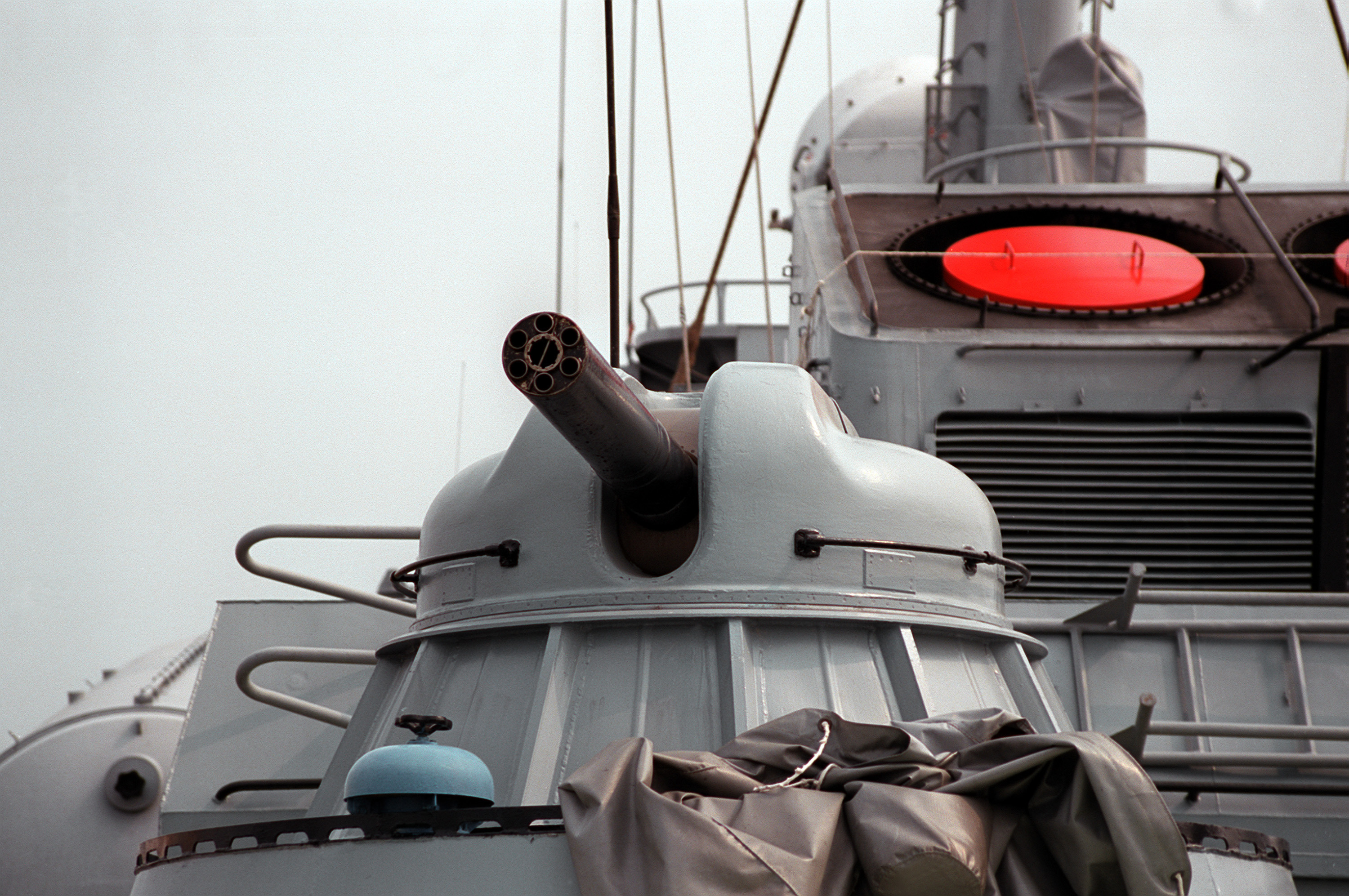
Het AK-630 30 mm zesloopssnelvuurkanon en toren.
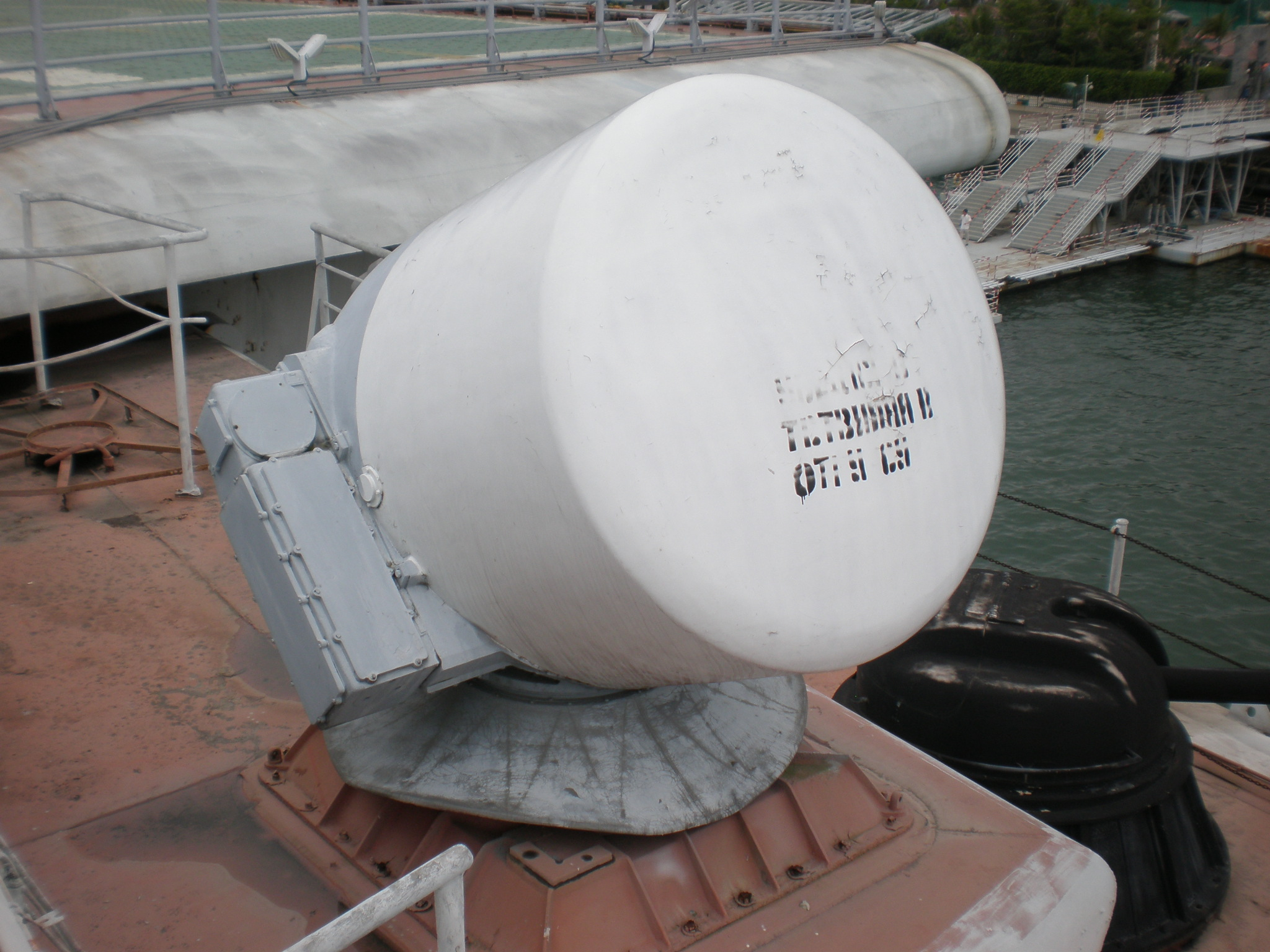
De vuurcontroleradar

## Beschrijving
Een A-213 Vympel-A CIWS bestaat uit een AK-630M-snelvuurkanon, een MR-123-02-vuurcontroleradar en een SP-521-elektrisch-optische volgradar. Het kanon is gemonteerd in een toren die 360 graden kan draaien en het kanon een elevatie tot 88 graden geeft. Eén enkele radar kan twee kanonnen aansturen: tweemaal 30 mm, tweemaal 57 mm of een van elk. De vuurcontroleradar kan luchtdoelen tot 4 kilometer ver opmerken, en gronddoelen tot 5 kilometer ver. De optische radar merkt gevechtsvliegtuigen tot 7 kilometer ver op en grotere oppervlakteschepen tot 70 kilometer ver. Het systeem werkt volautomatisch, al is menselijke controle wel mogelijk.

## Gebruikers
- Bulgarije
- China
- Griekenland

- India
- Jemen
- Kroatië

- Polen
- Roemenië
- Rusland

- Slovenië
- Oekraïne
- Vietnam